# Ligament cunéo-naviculaire plantaire
Les ligaments cunéo-naviculaires plantaires (ou ligaments scapho-cunéens plantaires) sont trois ligaments de l'articulation cunéo-naviculaire qui relient la surface plantaire de l'os naviculaire aux surfaces plantaires adjacentes des trois os cunéiformes.